# Empty Hands
Pour plus de détails, voir Fiche technique et Distribution.
Empty Hands est un film américain réalisé par Victor Fleming, sorti en 1924.

## Fiche technique
- Titre : Empty Hands
- Réalisation : Victor Fleming
- Scénario : Carey Wilson et Arthur Stringer
- Direction artistique : Henry Hathaway
- Photographie : Charles Edgar Schoenbaum
- Montage : Howard Hawks
- Société de production : Paramount Pictures
- Pays de production : États-Unis
- Format : Noir et blanc - 1,33:1 - Film muet
- Genre : drame
- Date de sortie : 1924

## Distribution
- Jack Holt : Grimshaw
- Norma Shearer : Claire Endicott
- Charles Clary : Robert Endicott
- Hazel Keener : Mme Endicott
- Gertrude Olmstead : Typsy
- Ramsey Wallace : Montie
- Ward Crane : Milt Bisnet
- Charles Stevens : Indien
- Hank Mann